# Muscari discolor
Muscari discolor är en sparrisväxtart som beskrevs av Pierre Edmond Boissier och Heinrich Carl Haussknecht. Muscari discolor ingår i släktet pärlhyacinter, och familjen sparrisväxter. Inga underarter finns listade i Catalogue of Life.